# Manilia de suffragiis
La lex Manilia de suffragiis va ser una antiga llei romana proposada pel tribú de la plebs Gai Manili l'any 66 aC, que donava als lliberts el dret de sufragi en qualsevol tribu. Sotmesa a votació, la llei no es va arribar a aprovar.